# الخلود (رواية)
الخلود هي الرواية السادسة في مشوار ميلان كونديرا، الروائي الفرنسي ذي الأصول التشيكية. نُشرت عام 1988 باللغة التشيكية. ونُشرت عام 1990 بالفرنسية، ثم ترجمها بيتر كوسي إلى الإنجليزية. وصدرت الترجمة للعربية عام 2014 على يد الكاتب محمد التهامي العماري.
تعد هذه الرواية من أغنى الروايات من حيث عدد الشخصيات وأكثرها غرابة فيما يخص الجمع بينها.

## القصة
جميعنا في جزء ما من أنفسنا نعيش وراء الزمن، ربما أننا لا نَعي عمرنا إلا في لحظات استثنائية، وأننا معظم الوقت أشخاص بلا أعمار. هكذا يبتدأ كونديرا لوحته الفريدة «الخلود» وهو يمهّد فيها لأسلوبه الفريد في الرواية، ليس هناك بداية لأي حدث معين، قد يبدأ من المنتصف ويتركك تترنح بين الماضي والمستقبل رغم أنك لازلت هاهنا مكانك في حاضر غير معروف تحاول تفسير الصدف والصور والقصص معه، وتصل معه في كل هذا إلى الخلود كفكرة تتجسد بصور غير منطقية، انطلاقًا من أن الحياة أصلاً كما يقول هي أكبر الأفكار/ الأشياء/ غير المنطقية.